# Begonia acetosa
Begonia acetosa é uma espécie de Begonia.